# Novera Ahmed
Novera Ahmed, née le 29 mars 1939 à Chittagong au Bangladesh et morte le 5 mai 2015 à Haute-Isle, en France,, est une sculptrice et peintre bengali.

## Biographie
Originaire du Bangladesh, Novera Ahmed déménage à Londres pour suivre les cours du Camberwell School of Arts and Crafts de 1951 à 1955, puis elle se forme auprès de Venturi Venturino à Florence, et à Vienne. Après des allers-retours entre l'Europe et son pays natal, elle cesse tous échanges avec le Bangladesh et elle s'installe en France dans les années 1970. 

## Œuvre
Novera Ahmed est considérée comme la première sculptrice moderne du Bangladesh. L'artiste et historienne de l'art Salima Hashmi défend l'idée qu'elle incarne l'artiste ayant introduit dans son pays, un style sculptural contemporain.
Entre 1956 et 1960, elle aurait travaillé sur une centaine de sculptures, dont 33 sont aujourd'hui conservées au musée national du Bangladesh. Sa première exposition se tient à Dacca en 1960, elle y montre un ensemble de sculpture dont la majorité est en ciment.
Elle est connue pour avoir conçu avec Hamidur Rahman et Gean Deleuran le Shaheed Minar, monument national commémorant les martyrs du Mouvement pour la Langue.

## Galerie

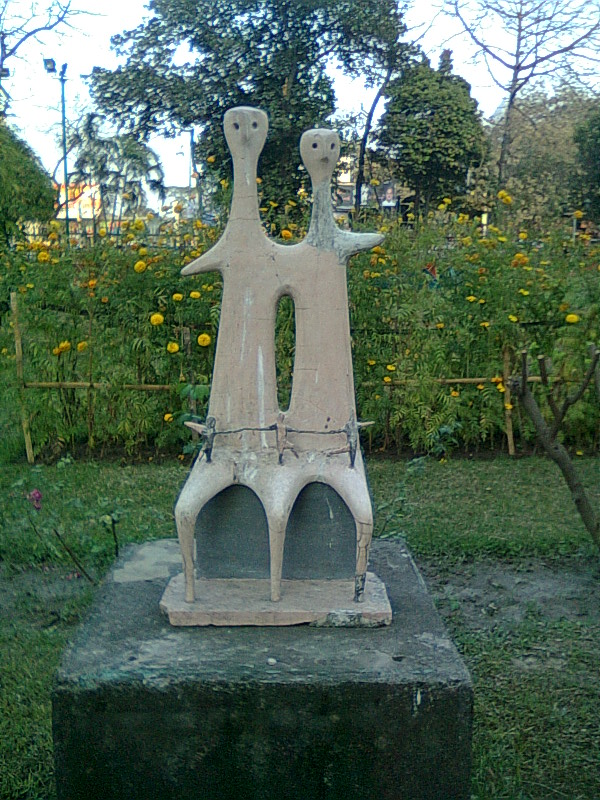
Composition
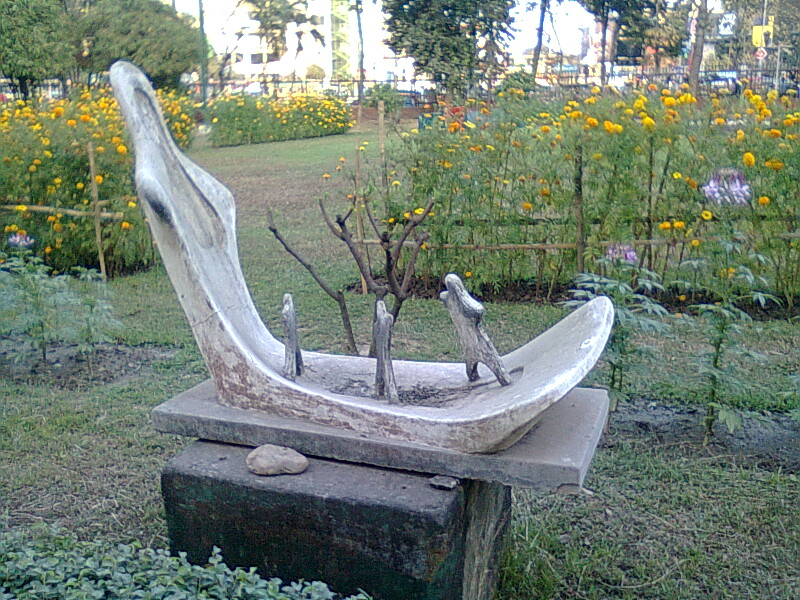
Reclining Figure
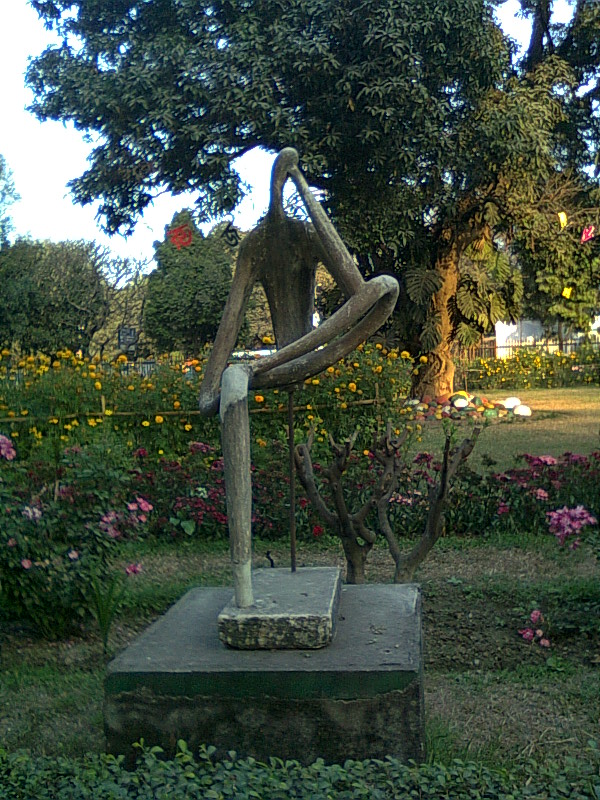
Seated Woman

## Reconnaissance et distinctions
En 1997, elle obtient le Ekushey Padak, décerné tous les ans par le ministère des Affaires culturelles du Bangladesh. Il s'agit de la deuxième distinction civile la plus élevée du pays. La reconnaissance dans son pays natal se poursuit en 2017 par l'annonce d'un plan de financement pour l'achat de plusieurs œuvres de l'artiste par le gouvernement bengali.   

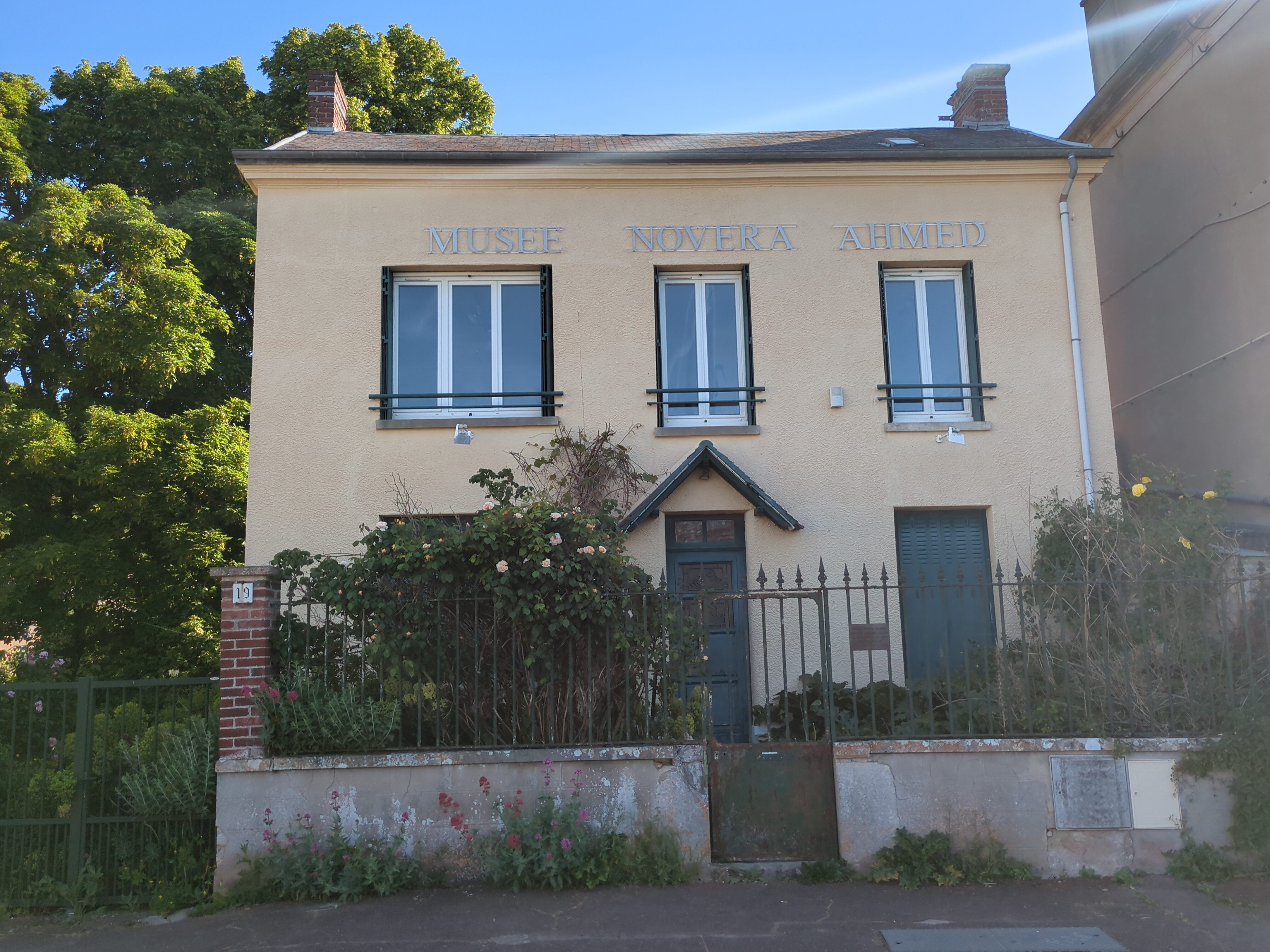
Musée à La Roche-Guyon.

En 2018, le musée Novera Ahmed est inauguré à La Roche-Guyon, en France.   
Le 29 mars 2019, un Google doodle célèbre l'anniversaire de sa naissance. 